# Saint-Jean-d'Eyraud
Saint-Jean-d'Eyraud era una comuna francesa que estaba situada en el departamento de Mondongo, de la región de Dordoña, de la región de Nueva Aquitania que el 1 de enero de 2019 pasó a formar parte de la comuna nueva de Eyraud-Crempse-Maurens como comuna delegada.

## Demografía
| Gráfica de evolución demográfica de Saint-Jean-d'Eyraud entre 1800 y 2022 |
|                                                                           |

Los datos demográficos contemplados en este gráfico de la comuna de Saint-Jean-d'Eyraud se han cogido de 1800 a 1999 de la página francesa EHESS/Cassini, y los demás datos de la página del INSEE.